# Bernardo Atxaga
Bernardo Atxaga, właśc. Joseba Irazu Garmendia (ur. 27 lipca 1951 w Asteasu) – pisarz baskijski.
Urodził się jako Jose Irazu Garmendia, pseudonim Bernardo Atxaga przybrał, aby uniknąć cenzury reżimu frankistowskiego. W 1973 roku ukończył studia ekonomiczne na Uniwersytecie w Bibao. Studiował także filozofię na Uniwersytecie Barcelońskim.
Zadebiutował powieścią Ziutateaz opublikowaną w 1976 roku, rok później wydano tomik poezji zatytułowany Etiopia. Tworzył poezję i prozę, scenariusze filmowe i teatralne, książki dla dzieci, artykuły i opowiadania. Znaczny rozgłos przyniosła mu powieść Obabakoak, która po baskijsku ukazała się w 1988 roku, została do tej pory przetłumaczona na dwadzieścia języków, w tym polski.
Atxaga otrzymał m.in. nagrody Premio Nacional de Narrativa (Hiszpania 1989), Millepages Prix (Francja 1992) oraz Prix des Trois Couronnes (Francja 1995).

## Wybrana twórczość

### Powieści
- Ziutateaz (1976)
- Bi anai (1985)
- Obabakoak : w poszukiwaniu ostatniego słowa (Obabakoak (1988, tłumaczenie na j. polski Artur Kasprzycki et al, 1992, ISBN 83-85158-55-3)
- Gizona bere bakardadean (1993)
- Zeru horiek (1995)
- Sara izeneko gizona (1996)
- Soinujolearen semea (2003)
- Teresa, poverina mia (2004)
- Zazpi etxe Frantzian (2009)
- Nevadako egunak (2013)
- Txoriak kolpeka (2014)

## Opowiadania
- Bi anai (1985)
- Bi letter jaso nituen oso denbora gutxian (1985)
- Henry Bengoa inventarium, Sugeak txoriari begiratzen dionean, Zeru horiek (1995)
- Sara izeneko gizona (1996)

## Poezja
- Etiopia (1978),
- Nueva Etiopia (1997)